# 康定东路85号
康定东路85号是上海市的一座历史建筑，位于上海市静安区石门二路街道石门二路社区康定东路85号，建于清末。这里是作家张爱玲的出生地和一处居住地。现为石门二路社区文化活动中心。
康定东路85号在上海公共租界时期地名为麦根路313号，位于苏州河南岸，是一幢建于清末的仿西式豪宅，产业属于李鸿章长女李菊耦名下。周边整个街区是鸿章纺织染厂。
1888年李菊耦嫁给張佩綸。1895年夫妇自天津迁居南京，在今白下路建造府邸。1911年底辛亥革命期间，李菊耦携13岁的儿子张志沂和9岁的女儿张茂渊从南京逃亡至青岛，1912年迁居上海租界。不久李菊耦因肺病病故。产业由同父异母的长兄张志潜管理。
八年后，1920年9月30日（农历八月十九日），张志沂的女儿张爱玲出生于这座大宅。1921年12月11日，儿子张子静出生。1923年，张志沂兄妹三人分家，麦根路313号房产属于张志潜名下。
张志沂任天津津浦铁路局英文秘书，携2岁的女儿和1岁的儿子，全家搬到天津。不久妻子黃逸梵和妹妹张茂渊赴欧洲留学。1927年张志潭辞去交通总长职务后，张志沂失去靠山，1928年搬回上海。同年黄逸梵和张茂渊也从英国回国，张家住在宝隆花园（今延安中路740弄康乐村10号，在茂名北路西侧）。1930年张志沂与黄逸梵离婚。
1934年，张志沂与前總理孫寶琦的女兒孙用蕃结婚后，1935年租住已在张志潜名下的麦根路313号老宅。15岁的張愛玲，和弟弟、父亲和繼母孙用蕃均在此居住。1937年，張愛玲從聖瑪利亞女中畢業，8月13日，淞沪会战爆发，張愛玲与母亲和舅舅去法租界霞飞路避难两周，返回麦根路家中后，與繼母發生衝突，遭父親痛打软禁半年。1938年初，張愛玲離家出走，至开纳路195号开纳公寓（今武定西路），投奔生母黄逸梵。
张志沂、孙用蕃和张子静继续在麦根路居住。由于张志沂、孙用蕃夫妇吸鸦片、打吗啡针，挥霍无度，大量财产迅速缩水，至1935年仍有虹口8幢洋房及田产古董，至1948年卖掉最后一幢房产，又遭遇金圆券风波，卖房款蒸发，仅靠青岛一处房租为生，并租住江苏路285弄28号吴凯声大律师住宅14平方米的佣人房。1953年张志沂在那里去世，终年55岁。
2015年8月17日，上海市政府将该建筑列入上海市第五批优秀历史建筑名单，编号JA-J-011-V。